# 왕이 될 아이
《왕이 될 아이》(영어: The Kid Who Would Be King)는 2019년에 개봉한 영국의 모험, 판타지 영화이다.

## 줄거리
히어로의 세.대.교.체! 어둠이 지배하는 세상, 내가 나설 차례인가?
마음만은 핵인싸, 현실은 존재감 제로인 소년 ‘알렉스’(루이스 서키스)는 어느 날 바위에 꽂힌 미스터리한 검을 발견한다. 득템의 기쁨도 잠시, 다크포스 풍기는 마법 존재들의 공격에서 가까스로 위기를 모면하는데...
알고 보니 그 검은 전설의 레전템 엑스칼리버! 학교에 나타난 전설의 마법사 ‘멀린’(패트릭 스튜어트)은 ‘알렉스’가 미래를 구할 왕이 될 아이라 말하고, 그는 친구들을 모아 절대악 ‘모가나’(레베카 퍼거슨)와 그녀의 어둠의 군단과 맞서게 되는데...

## 캐스팅
주연
- 루이스 서키스 : 알렉스 역
- 레베카 퍼거슨 : 모가나 역
- 패트릭 스튜어트 : 멀린 역 (아역: 앵거스 임리)

조연
- 톰 테일러 : 랜스 역
- 딘 차우무 : 베더스 역
- 리아나 도리스 : 케이 역